# Dolnooharská niva
Dolnooharská niva (název podle řeky Ohře, která se dříve nazývala též Ohara) je geomorfologický okrsek ve střední části Hazmburské tabule, ležící v okresech Louny a Litoměřice v Ústeckém kraji.

## Poloha a sídla

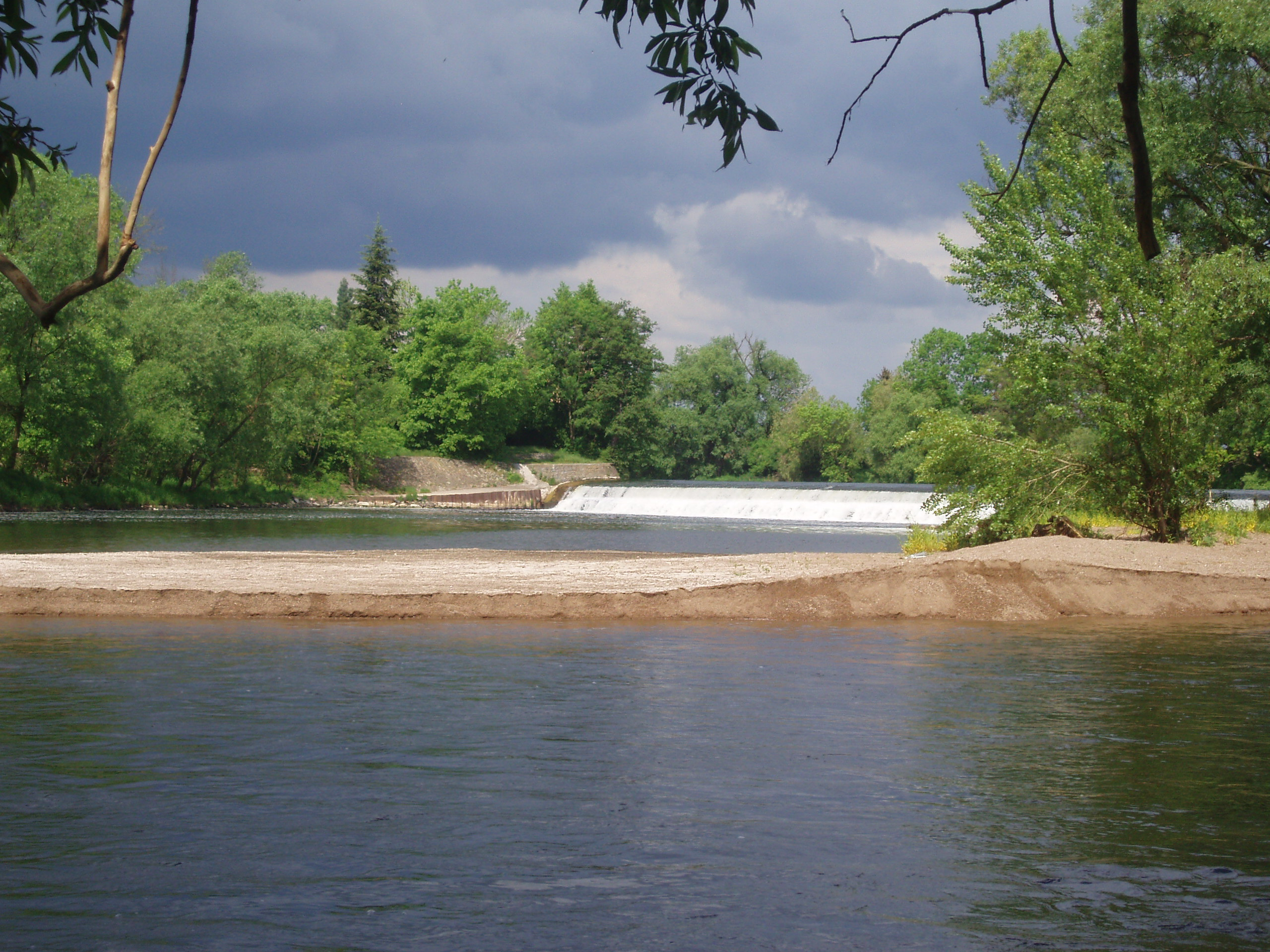
Jez na Ohři v Křesíně

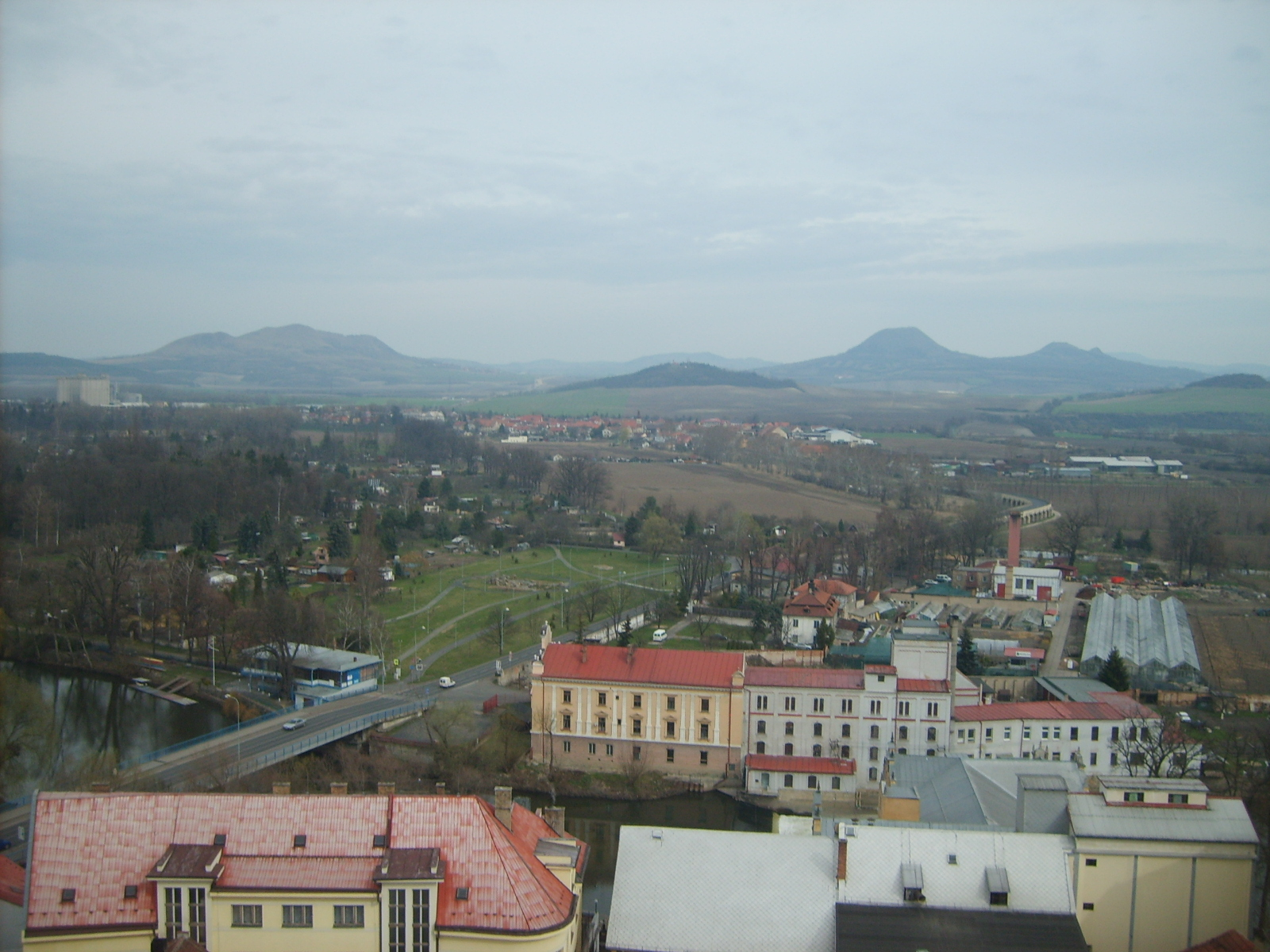
Výhled na Lounsko kolem Ohře a České středohoří

Pás okrsku východo–západního směru se nachází zhruba mezi sídly Libochovice (na východě) a Postoloprty (na západě). Za severní hranicí leží obce Lenešice, Dobroměřice a Koštice, na jižní hranicí je okresní město Louny a obec Černčice.

## Geomorfologické členění
Okrsek Dolnooharská niva (dle značení Jaromíra Demka VIB–1A–2) náleží do celku Dolnooharská tabule a podcelku Hazmburská tabule.
Podrobnější členění Balatky a Kalvody okrsek Dolnooharská niva nezná, uvádí pouze 4 jiné okrsky Hazmburské tabule (Klapská tabule, Lenešický úval, Lounská pahorkatina, Smolnická stupňovina).
Niva sousedí s dalšími okrsky Dolnooharské tabule: Klapská tabule na severovýchodě, Oharská niva na východě, Perucká tabule na jihovýchodě, Smolnická stupňovina a Lounská pahorkatina na jihu. Dále sousedí s celky Mostecká pánev na západě a České středohoří na severozápadě.